# Urak
L'Urak (in russo Урак?) è un fiume dell'Estremo Oriente russo. Scorre nell'Ochotskij rajon del Territorio di Chabarovsk.

## Descrizione
Il fiume ha origine alle pendici occidentali dell'altopiano di Urak e scorre in direzione orientale, poi sud-orientale. La sua lunghezza è di 229 km, l'area del suo bacino è di 10 700 km². Sfocia nel mare di Ochotsk 20 chilometri a sud-ovest della città di Ochotsk. Nel corso superiore è un fiume di montagna, con un fondo roccioso, nel corso inferiore scorre in un'ampia valle; è presente una cascata bassa, ma molto potente. Quasi tutto il territorio del bacino si trova nella zona del permafrost. Il suo maggior affluente, da sinistra, è il Ketanda (lungo 246 km).

## Fauna
Il fiume è ricco di pesci: molti del genere Oncorhynchus diffusi nell'Oceano Pacifico settentrionale (salmone argentato, salmone keta, salmone rosa, salmone rosso), salmerino (Salvelinus malma e Salvelinus leucomaenis) e della sottofamiglia Thymallinae.